# Jack Archer
John "Jack" Archer (Nottingham, Nottinghamshire, 10 d'agost del 1921 – Cheltenham, Gloucestershire, 29 de juliol del 1997) fou un atleta anglès que competí sobretot als 100 metres.
Com a atleta individual, guanyà la medalla d'or a la cursa dels 100 metres al Campionat d'Europa d'atletisme de 1946 a Oslo (Noruega). Amb l'equip britànic de 4x100 metres guanyà la medalla de plata als Jocs Olímpics d'Estiu de 1948 a Londres, amb els seus companys John Gregory, Alastair McCorquodale i Ken Jones. I una altra medalla de plata a les 4x110 iardes als Jocs de la Commonwealth de 1950 a Auckland (Nova Zelanda), amb Brian Shenton, Les Lewis i Nick Stacey.